# Anke Berthold
Anke Berthold ist eine deutsche Filmeditorin aus Köln.
Anke Berthold war Anfang der 1990er Jahre zunächst als Schnittassistentin tätig; seit 1997 arbeitet sie als freischaffende Editorin. 2003 wurde sie mit dem Deutschen Fernsehpreis (Bester Schnitt) für die Filme Jagd auf den Flammenmann und Ein Alptraum von 3½ Kilo ausgezeichnet.

## Filmografie (Auswahl)
- 1999–2004: Die Kommissarin (Fernsehserie, 14 Folgen)
- 2001: Wie buchstabiert man Liebe?
- 2002: Ein Alptraum von 3½ Kilo
- 2003: Jagd auf den Flammenmann
- 2003: Affäre zu dritt
- 2005: Die Braut von der Tankstelle
- 2005: Ein Geschenk des Himmels
- 2005: Stürmisch verliebt
- 2005: Ausgerechnet Weihnachten
- 2007: Partnertausch
- seit 2008: Tatort
  - 2008: Salzleiche
  - 2010: Familienbande
  - 2012: Ihr Kinderlein kommet
  - 2012: Kinderland
  - 2014: Wahre Liebe
  - 2020:  Krieg im Kopf
- 2010: Lüg weiter, Liebling
- 2010: Zimmer mit Tante
- 2010: Weihnachten im Morgenland
- 2010: Polizeiruf 110 – Risiko
- 2011: Mein Bruder, sein Erbe und ich
- 2012: Das Leben ist ein Bauernhof
- 2012: Jeder Tag zählt
- 2013: Wer hat Angst vorm weißen Mann?
- 2014: Schwestern
- 2014: Die Dienstagsfrauen – Sieben Tage ohne
- 2014: Einmal Bauernhof und zurück
- 2014–2022: Marie Brand (Fernsehreihe)
  - 2014: Marie Brand und das Mädchen im Ring
  - 2015: Marie Brand und das Erbe der Olga Lenau
  - 2017: Marie Brand und das ewige Wettrennen
  - 2017: Marie Brand und der Liebesmord
  - 2018: Marie Brand und der schwarze Tag
  - 2021: Marie Brand und die Leichen im Keller
  - 2021: Marie Brand und der Tote im Trikot
  - 2022: Marie Brand und der überwundene Tod
  - 2022: Marie Brand und der entsorgte Mann
- 2015: Winnetous Sohn
- 2015: Nachtfrauen
- 2016: Wolfsland: Ewig Dein
- 2017: Schnitzel geht immer
- 2019: Ein Dorf wehrt sich
- 2019: Mordshunger – Verbrechen und andere Delikatessen: Wie ein Ei dem anderen
- 2023: Tod am Rennsteig – Auge um Auge
- 2024: Nord bei Nordwest – Die letzte Fähre